# マティルデ・フォン・シュポンハイム
マティルデ・フォン・シュポンハイム（ドイツ語：Mathilde von Sponheim, 1108年 - 1160/1年12月13日）またはマティルデ・フォン・ケルンテン（Mathilde von Kärnten）は、ケルンテン公エンゲルベルトとウタ・フォン・パッサウの娘。
1123年にブロワ伯ティボー4世（後にシャンパーニュ伯）と結婚し、以下の子女をもうけた。
- アンリ1世（1127年 - 1181年）[2] - シャンパーニュ伯
- マリー（1128年 - 1190年代） - ブルゴーニュ公ウード2世妃[3]
- ティボー5世（1130年 - 1191年）[2] - ブロワ伯
- イザベル（1130年 - 1180年頃） - プッリャ公ルッジェーロ3世妃[4]、のちモンミライユ領主ギヨーム4世・ド・グエと結婚
- エティエンヌ1世（1133年 - 1191年）[2] - サンセール伯
- ギヨーム（1135年 - 1202年）[2] - 白き手のギヨームと呼ばれ、ランス大司教、枢機卿となった。
- マティルド（1184年没） - ペルシュ伯ロトルー4世妃[5]
- アニェス（1207年没） - バル伯ルノー2世妃[3]
- アデル（1140年 - 1206年）[2] - フランス王ルイ7世妃
- マルグリット - フォントヴロー修道院の修道女